# Konsum-Mühle

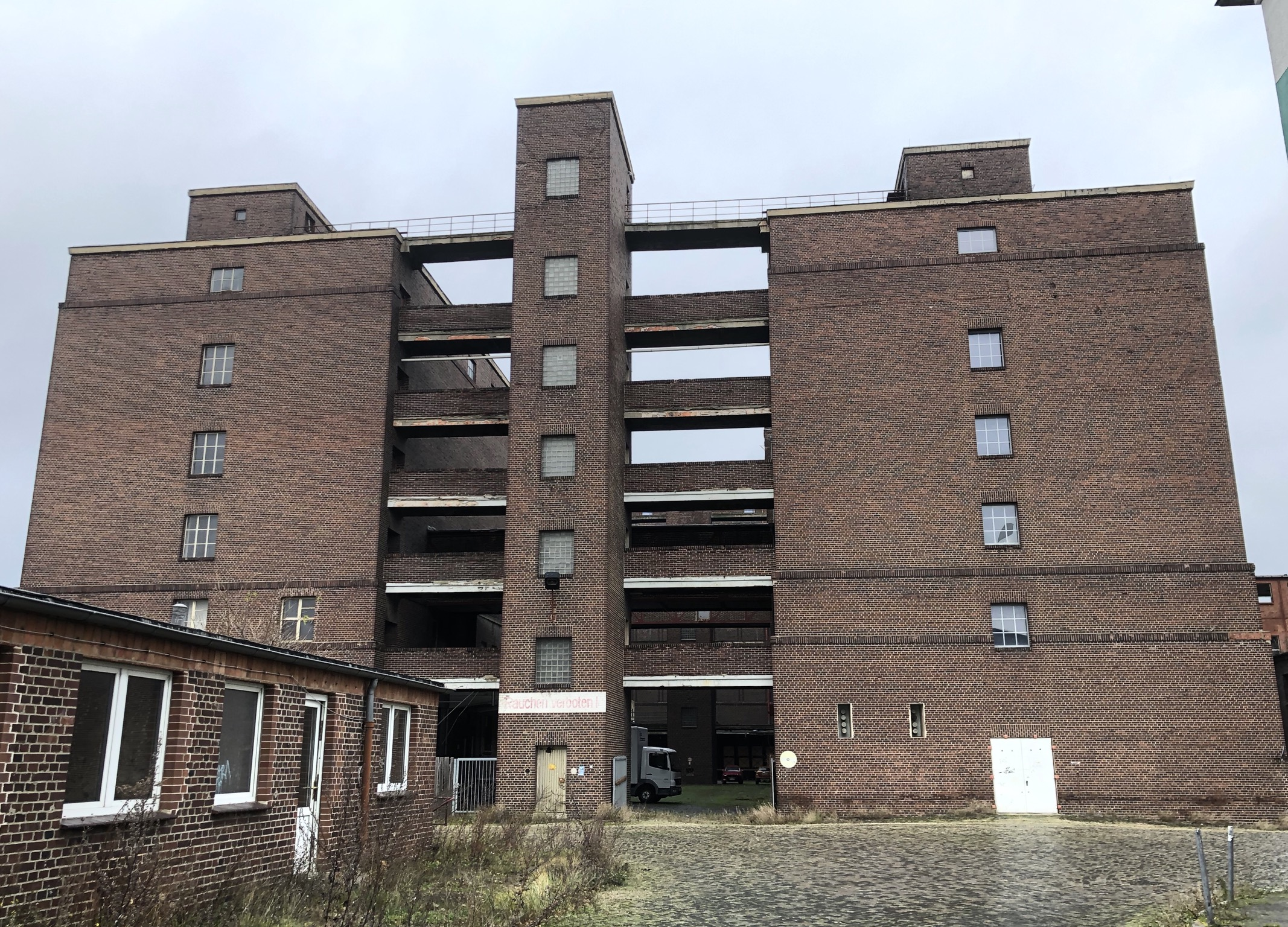
Konsummühle Magdeburg, Südseite, 2019

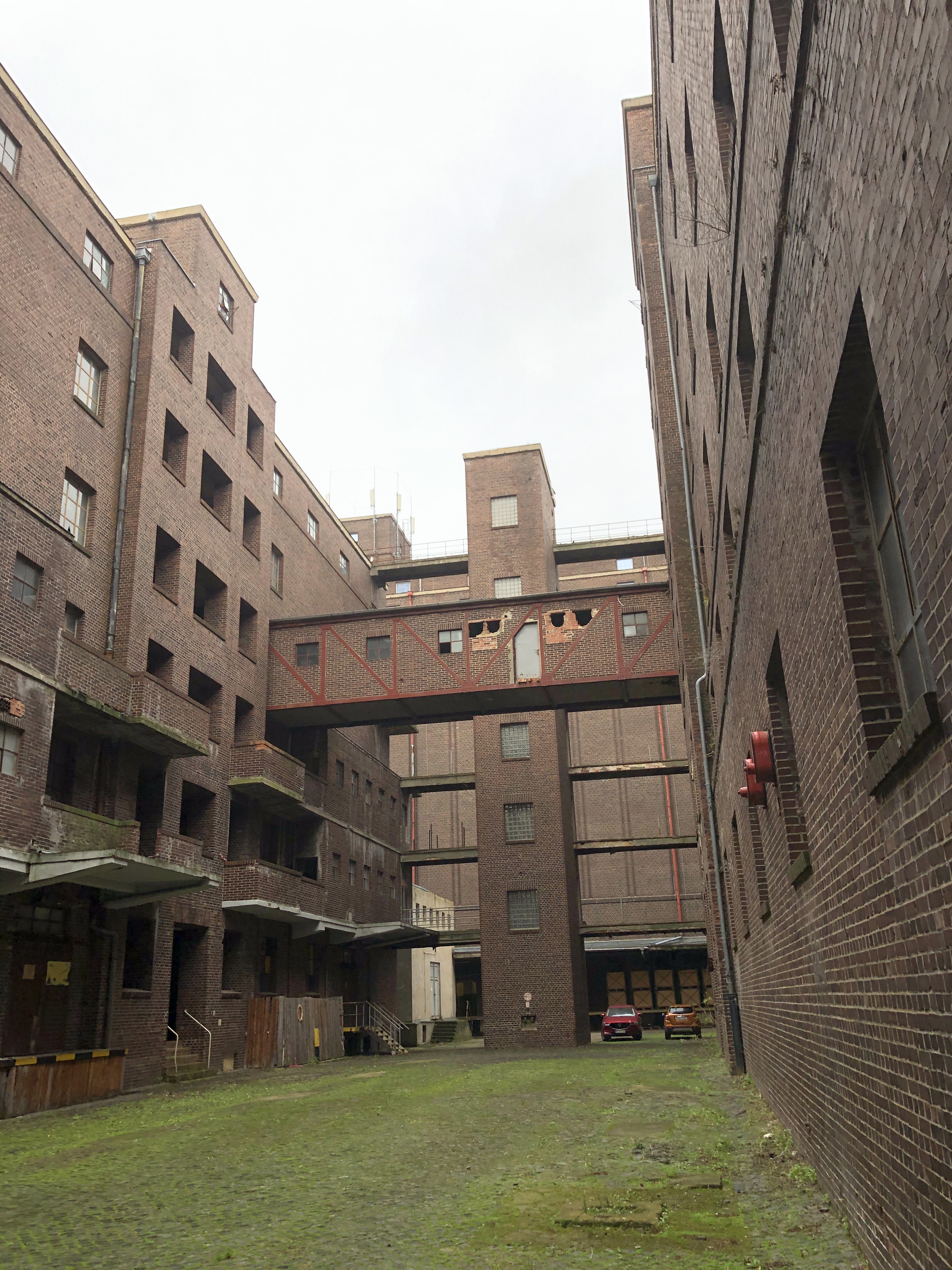
Innenhof, Blick nach Norden, links das Mehllager, rechts die Mühle, im Hintergrund das Silo

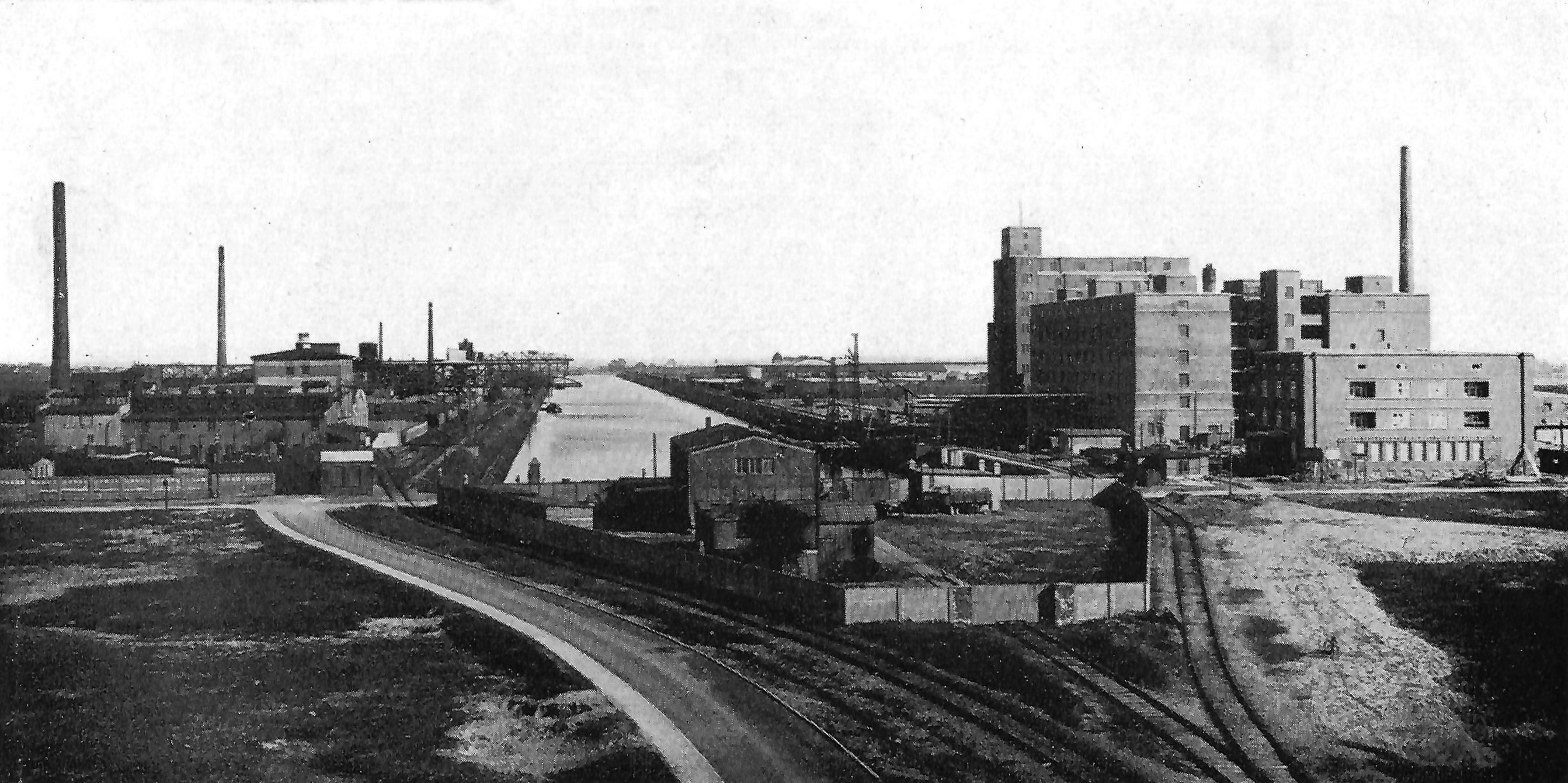
Konsum-Mühle am Industriehafen in den 1920er Jahren

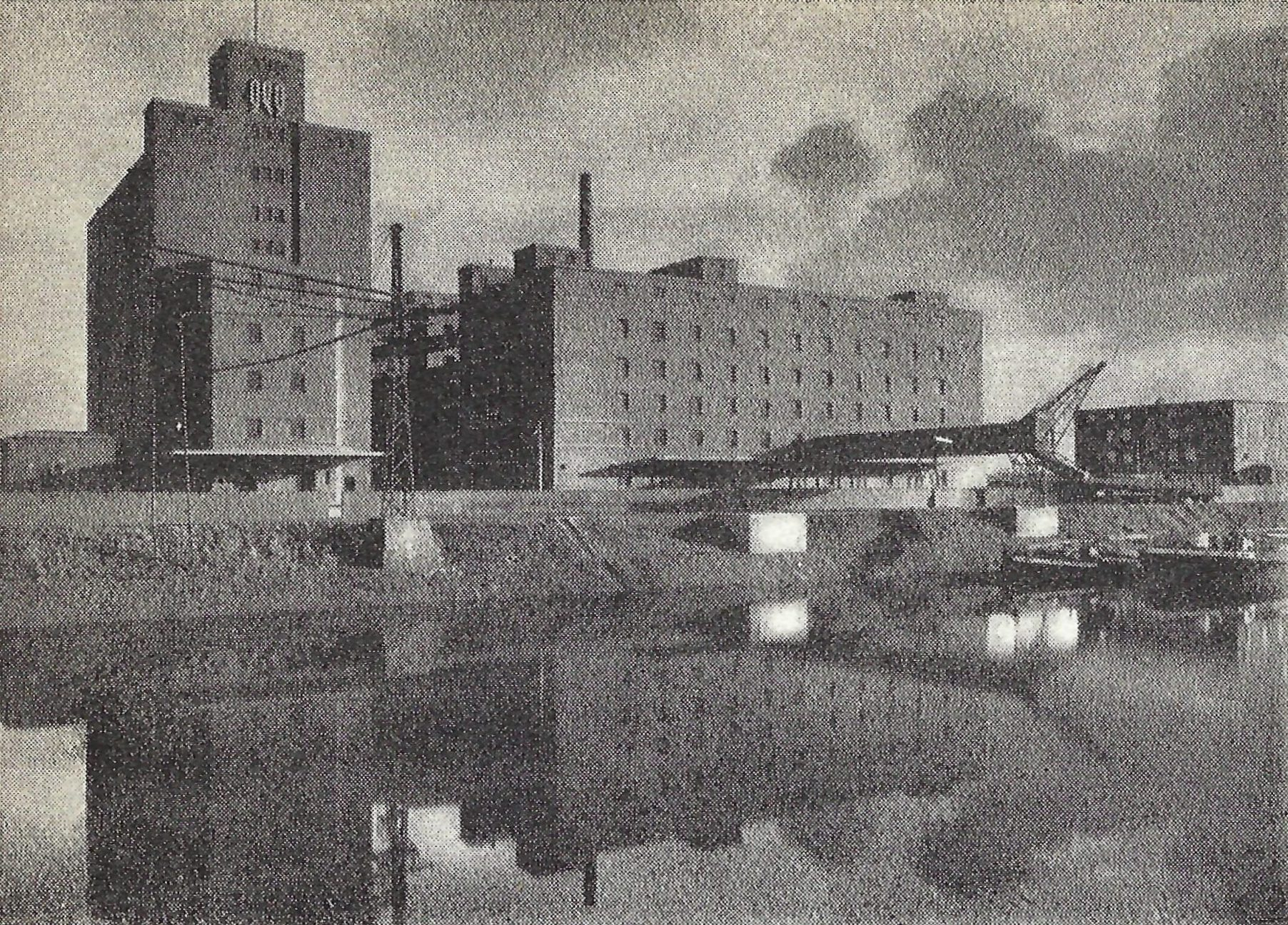
Blick von Westen

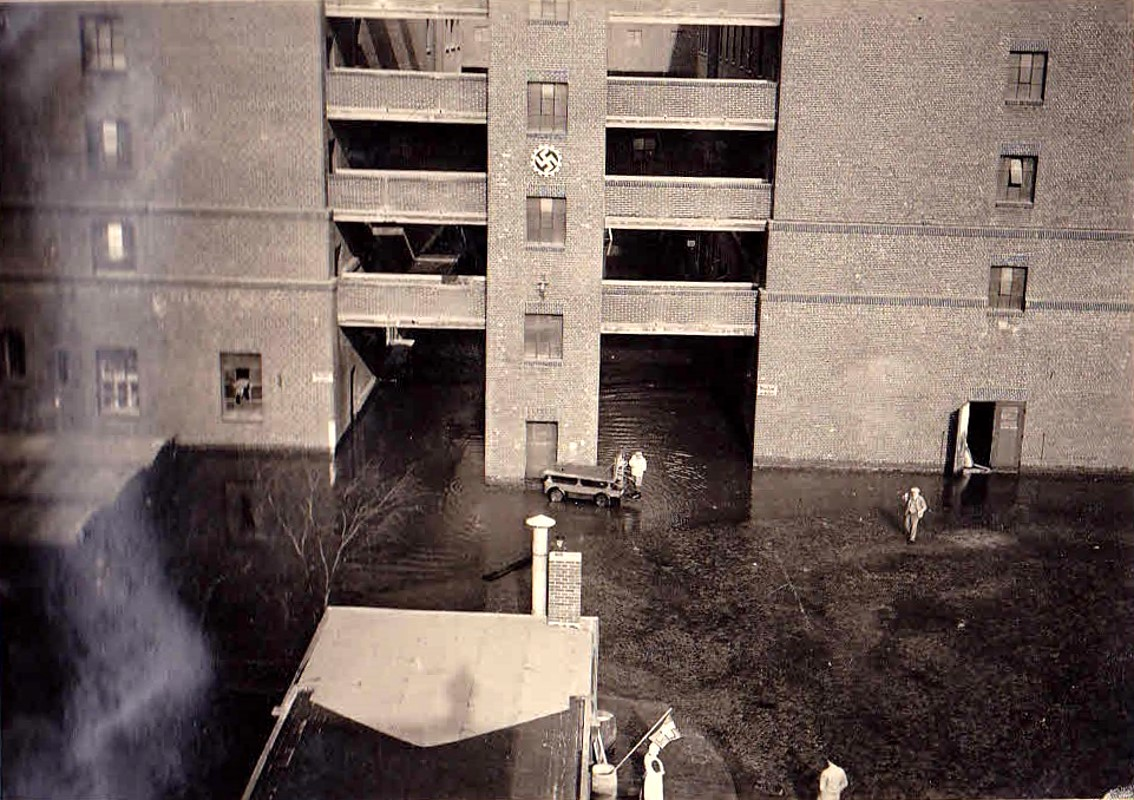
Südfront der Gebäude beim Elbhochwasser im Jahr 1940, Blick vom Wohnhaus nach Norden

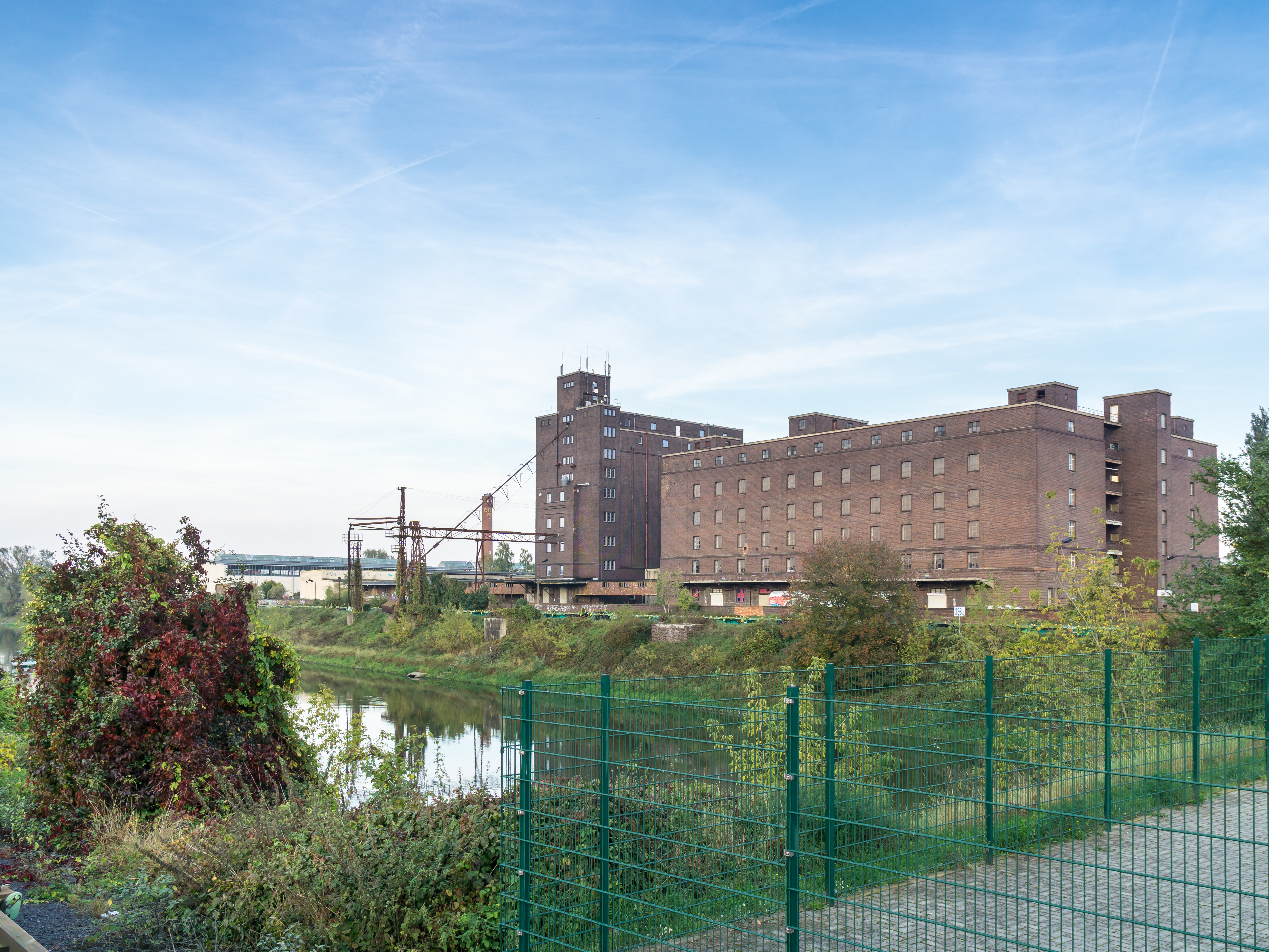
Blick von Südwesten, 2017

Die Konsum-Mühle ist eine denkmalgeschützte Mühle in Magdeburg.

## Lage
Die Mühle befindet sich im Stadtteil Magdeburg-Industriehafen. Unmittelbar westlich befindet sich das Hafenbecken des Industriehafens des Magdeburger Hafens.

## Architektur und Geschichte
Die Mühle entstand in den Jahren 1925 bis 1928 als größte Getreidemühle in Mitteldeutschland nach Entwürfen des Hamburger Architekten Hanke, der Münchener Schulz & Kling AG sowie des Technischen Büros des Konsumvereins für die Großeinkaufs-Gesellschaft Deutscher Consumvereine. Die Bauunterlagen wurden 1925 eingereicht. Es entstand eine moderne Großmühle in monumentaler Gestaltung im sachlich-funktionalen Stil des Neuen Bauens. Die Mühle selbst ist fünfgeschossig. Sie verfügt über Getreidesilos und Mehlspeicher. Darüber hinaus wurde ein Pförtnerhaus, ein Büro- und Wohngebäude, Lager-, Sozial- und Werkstattbauten sowie ein Trafogebäude errichtet. Die Bauten wurden in Stahlbetonbauweise erstellt und mit roten Klinkerfassaden versehen. Sie verfügen zum Teil über ein Mezzanin und sind mittels Lisenen gegliedert. Bedeckt sind die Bauten mit Flachdächern. Die Umfriedung des Werksgeländes ist in derselben Formensprache ausgeführt.
Eine ursprüngliche Planung sah eine Gestaltung aus Backstein, gegliedert durch Bänder und Gesimse aus Beton sowie weiße Holzfenster vor. Der städtische Baurat Johannes Göderitz forderte jedoch, aufgrund der städtebaulichen Bedeutung der weithin sichtbaren Anlage, eine Überarbeitung der Planung unter Beachtung baukünstlerischer Aspekte. Der Bauherr leistete hiergegen Widerstand. Es ist unklar, wie weit das Hochbauamt sich durchsetzen konnte, zumindest weicht jedoch die tatsächliche Bauausführung von der ursprünglichen Planung zum Teil ab.
Ziel des Baus war eine Mühlenanlage auf dem aktuellsten Stand der damaligen Technik in der Qualität einer Musteranlage. Der Betrieb wurde bereits 1927 aufgenommen. Im Zweiten Weltkrieg kam es zu Schäden am Kesselhaus.
In der Zeit der DDR wurde das Unternehmen als Konsum-Mühlen und Teigwarenwerke geführt und gehörte zum Konsum-Süß- und Dauerbackwarenkombinat KONSÜ Markkleeberg. Zum Produktionssortiment der Konsum-Mühle, gehörten alle gängigen Mühlenprodukte, wie verschiedene Weizen- und Roggenmehle, Hartweizendunst, Graupen, Grieß, Grütze und Haferflocken. Nudeln, Brot und Brötchen, wurden in den zur Mühle gehörenden Produktionsanlagen hergestellt.  Die zum Werk gehörende Bäckerei war der Stammbetrieb des Konsum-Backwarenbetriebs.
Nach der Friedlichen Revolution des Jahres 1989 wurden die Mühle und die angeschlossenen Produktionsanlagen Anfang der 1990er Jahre zunächst stillgelegt. In Teilen wurde es später von der Braunschweiger Mühle Rüningen wieder genutzt. Die Mühle Rüningen produzierte hier bis 2008 zuletzt Biomehl. 2010 wurde die Immobilie verkauft. In Teilen befand sich bis August 2020 auf dem Gelände die Aerosol-Arena.
Im örtlichen Denkmalverzeichnis ist die Mühle unter der Erfassungsnummer 094 06273 als Baudenkmal verzeichnet.

### Einzelne Gebäude

#### Silo
Auf der Nordseite der Anlage befindet sich ein, auf rechteckigem Grundriss in West-Ost-Richtung ausgerichtetes, Silogebäude, das die anderen Gebäude überragt. Das oberste Stockwerk des Silos ist durch ein aus stehenden Ziegeln gebildetes Gesims abgesetzt. Das darüber befindliche Dachgeschoss ist erheblich schmaler ausgeführt. Die Langseiten sind gänzlich fensterlos, die Schmalseiten mit nur wenigen Fensterflächen versehen. Die Fassaden wurden aus braunen westfälischen Klinkern erstellt. Als Gliederung dienen vertikal ausgerichtete, schmale Rillenbänder. Die schmale Ostseite ist im oberen Bereich mit einem Zickzack-Band verziert. An der Westseite erhebt sich ein zwölfgeschossiger Kopfbau, in dem sich Elevatoren, eine pneumatische Förderanlage, eine Zelle für eine Trockenanlage und ein Treppenhaus befinden. Er ist dreiteilig gegliedert. Ihm ist ein fünfgeschossiger, zweiachsiger Bau vorgelagert, der an einen Erker erinnert.
Die technische Ausstattung des Silos war so ausgelegt, dass unregelmäßig eintreffende Getreidelieferungen gelagert und kontinuierlich zum Mahlen gegeben werden konnten. Das Getreide wurde per Binnenschiff, Waggon oder Straßenfahrzeug angeliefert. Die Entladung erfolgte über eine pneumatische Anlage. Dabei wurde das Getreide über eine automatische Waage und zur Vorreinigung geleitet. Danach gelangte es über das Dachgeschoss, dort befindliche Transportbänder und Drehrohrverteiler in eine von 66 Silozellen. Jede Zelle hatte eine Grundfläche von 2,75 mal 2,75 Metern bei einer Höhe von 20 Metern und konnte 114 Tonnen Getreide fassen, insgesamt war im Silo Platz für 7500 Tonnen. Es bestand eine besondere Zellenbelüftung aus waagerechten und senkrechten Luftkanälen, die es ermöglichte, große Mengen atmosphärische Luft durch die Zellen zu blasen. Zwei zentrale Luftkanäle, in die Niederdruckventilatoren Frischluft einbliesen, führten dabei unter den Trichterböden entlang. So konnte auch feuchteres Getreide kühl und trocken gelagert, warmes Getreide belüftet werden. Die Entleerung der Zellen erfolgte über Trichterausläufe am Boden, die insgesamt in zwei Reihen angeordnet waren. Während die Wände der Zellen in Mauerwerk ausgeführt waren, wurde die Zellendecke und der Boden des Trichters aus Stahlbeton erstellt. Aus den Trichtern gelangte das Getreide in Wagen oder auf im Keller verlaufende Transportbänder, so dass es unterirdisch zur Mühle oder zu den zur Reinigung führenden Elevatoren transportiert wurde. Der komplette Vorgang lief automatisch ab.

#### Getreidelagerschuppen
Im Jahr 1929 wurde nördlich des Silos ein größtenteils eingeschossiger Getreidelagerschuppen mit einer Länge von 80 Metern bei einer Breite von etwa 33 Metern errichtet.

#### Mühle
Mühle und Mehllager stehen parallel zueinander, in Nord-Süd-Richtung ausgerichtet. Die Bauausführung oblag der Deutschen Bauhütte GmbH. Der östliche Block beinhaltete die eigentliche Mühle. Sie war für das Mahlen von 100 Tonnen Weizen, 75 Tonnen Roggen und 25 Tonnen Hartweizen ausgelegt. Über einem Keller erheben sich fünf Geschosse, sowie ein Dachgeschoss. In den Geschossen waren jeweils unterschiedliche technische Einrichtungen untergebracht. Während im Erdgeschoss die Haupttransmissionen eingerichtet waren, befanden sich im ersten Obergeschoss Walzenstühle, im Zweiten Verteilungsrohre und Schnecken, im Dritten Gries Dunstputzmaschinen, das Vierte wurde als Plansichterboden genutzt und im Fünften befanden sich Staubsaugfilter und Ventilatoren. Vor den Stirnseiten befinden sich freistehende Treppentürme. Von ihnen gehen Verbindungsbrücken zu jedem Geschoss von Mühle und Mehllager ab, was zu einer markanten horizontalen Gliederung des Erscheinungsbildes der Anlage führt. Das Flachdach wird von Aufzugsschächten überragt.
Die Decken der Mühle wurden als Holzbalkendecken auf stählernen Stützen ausgeführt. Nur die Kellerdecke entstand in massiver Bauweise. Auch die Arbeitsabläufe in der Mühle waren automatisiert.
Das fertig gemahlene Mehl wurde automatisch über die Verbindungsbrücke im zweiten Obergeschoss zum westlich gelegenen Mehllager transportiert. Über die Brücke im dritten Obergeschoss wurden Abfallprodukte zu Kleie-Behältern gebracht.

#### Mehllager
Im Mehllager lagerte das Mehl in Mehlmischmaschinen, bis es zum Versand kam. Es wurde automatisch in Säcke verpackt. Für den Lebensmitteleinzelhandel wurden verschiedene Mühlenprodukte auch in Kleinpackungen abgefüllt. Die Sackware wurde in den fünf Obergeschossen gelagert, während im Erdgeschoss der Versand untergebracht war. Es gab zwei Sackelevatoren, drei Wendelrutschen sowie Transportbänder. Die Verladung auf Schiffe wurde vom ersten Obergeschoss über eine Verladebrücke mit Transportband aus vorgenommen. Zwischen dem Mehllager und dem westlich gelegenen Becken des Industriehafens befindet sich ein Bahnanschluss. 

#### Wohn- und Verwaltungsbau

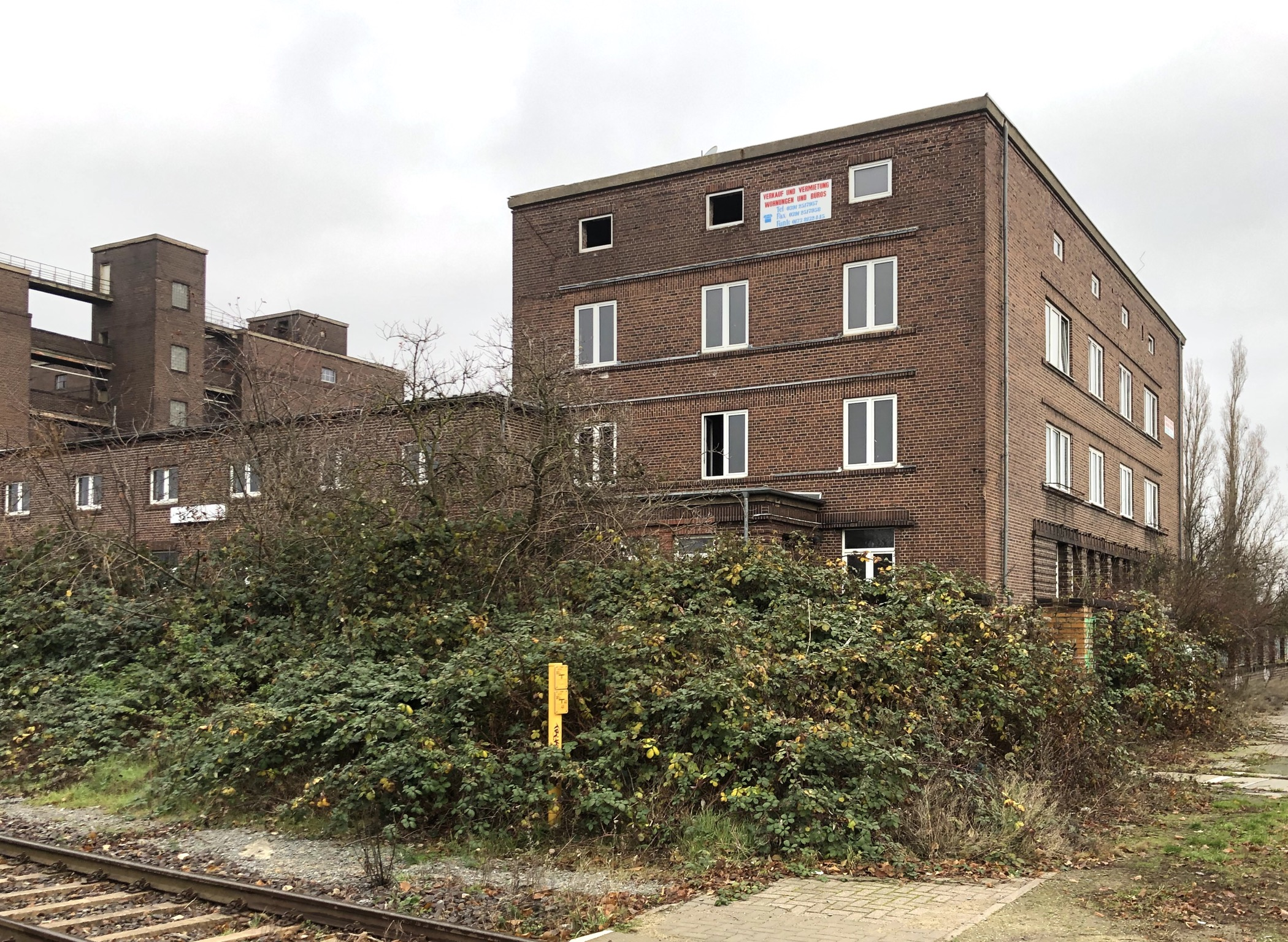
Wohn- und Verwaltungsbau, Blick von Südwesten, 2019; links der Anbau von 1928

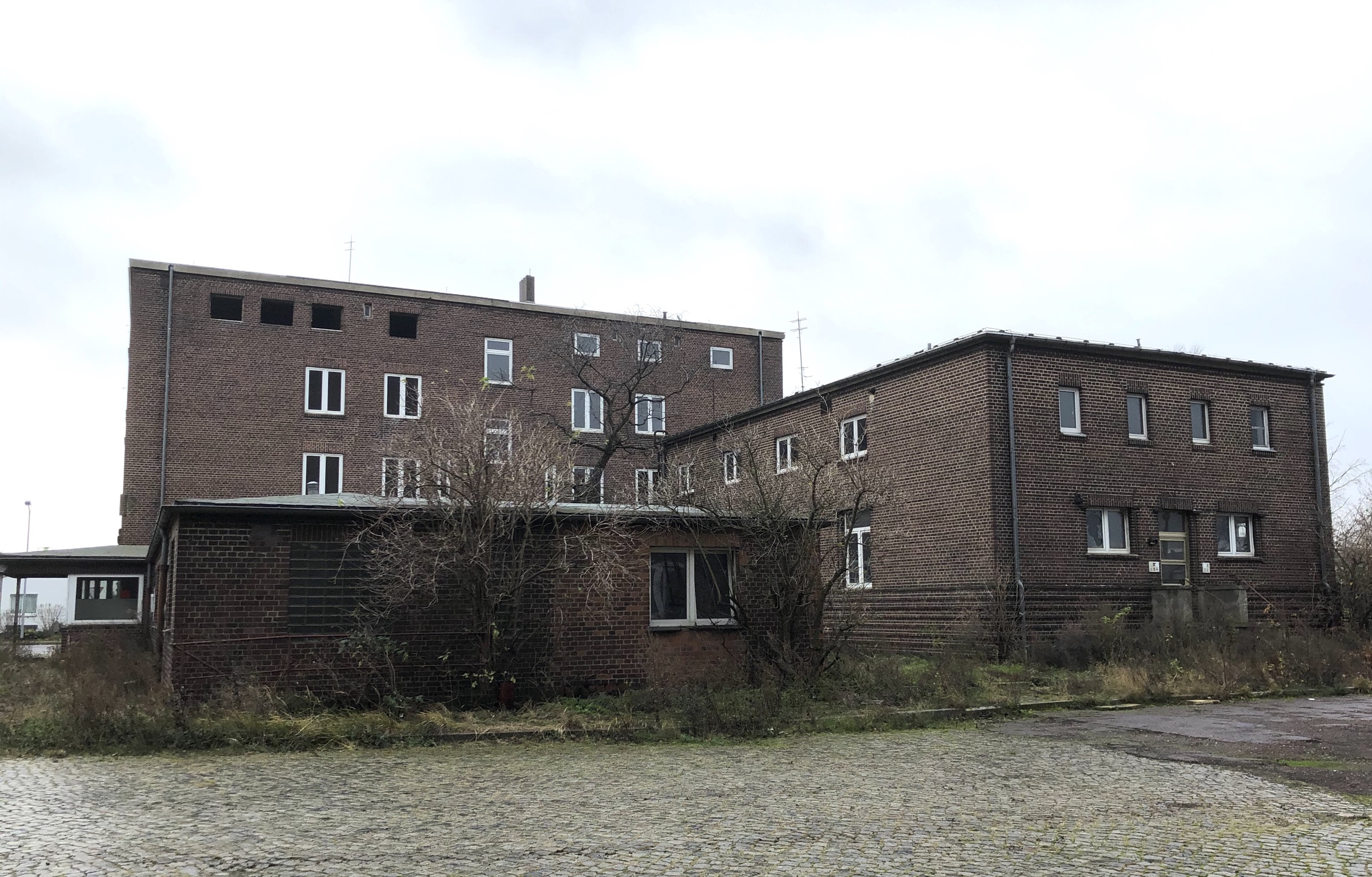
Blick vom Werk nach Norden auf die Rückseite des Wohn- und Verwaltungsbaus, 2019

Südlich dem Mühlenkomplex zur Straße hin vorgelagert ist ein dreigeschossiger Wohn- und Verwaltungstrakt. Er wurde 1925 durch den Leipziger Architekten Franz Mosenthin im Auftrag des Baubüros der Großeinkaufs-Gesellschaft Deutscher Consumverein Hamburg geplant. Das mit Backsteinfassaden versehene Gebäude verfügte im Erdgeschoss über Kontor- und Sozialräume. In den oberen Stockwerken bestanden drei Dreizimmer- und zwei Fünfzimmerwohnungen. Die zur Straße weisende Südfassade ist im Kontorbereich des Erdgeschosses in besonderer Weise durch zierende Elemente hervorgehoben. Im Dachgeschoss sind nur sehr kleine Fenster angeordnet, was den Eindruck eines Mezzaningeschosses bewirkt.
Nordwestlich des Wohn- und Verwaltungshauses wurde 1928 ein zweigeschossiger Anbau angefügt, der sich sechsachsig parallel zur Hafenkante nach Norden erstreckt.

#### Kraftzentrale, Werkstatt, Wagenhalle
In einem gesonderten Gebäude befand sich der Hochdruckkessel, in welchem der Dampf für die Transformatoren und die Heizung erzeugt wurde. Vom Kesselhaus wurde die Niederdruckdampfheizung versorgt und der Dampf für die Trocknung des Getreides bereitgestellt. Während des Zweiten Weltkrieges kam es an diesem Gebäude zu erheblichen Beschädigungen, so dass es zum Teil wiederaufgebaut werden musste.